# Metanephrops
Metanephrops ist eine meeresbewohnende Gattung der Zehnfußkrebse (Decapoda) aus der Familie der Hummerartigen (Nephropidae). Sie umfasst heute 18 Arten, die im Atlantik, Pazifik und im Indischen Ozean verbreitet sind. Einige Arten werden befischt und sind somit von kommerziellem Interesse.

## Beschreibung
Die Arten von Metanephrops besitzen einen für Zehnfußkrebse typischen Körperbau, untergliedert in die Tagmata Cephalothorax und Abdomen. Ihre Körpergrößen sind je nach Art unterschiedlich, sind aber im Vergleich zu anderen Gattungen der Familie der Hummerartigen relativ groß.
Zur sicheren Unterscheidung zwischen Metanephrops und den Gattungen der Hummerartigen kann nicht ein Merkmal dienen, sondern die Kombination aus Folgendem:
- zwei deutliche, mit Spitzen versehene Grate, die rückenseitig auf dem Carapax von den Augen aus (supraorbital) bis zur Querfurche des Carapax (postcervical groove) verlaufen;
- ein deutlicher, schmaler Grat auf den vorderen Seiten des Carapax (antennal carina);
- für gewöhnlich drei Paare von Graten am Brustbereich des Carapax (thoracic carinae);
- etwa symmetrische, länglich-schlanke Scheren, die bei einigen Arten stark mit Graten versehen sein können.

Die Exopoditen der zweiten Maxillipeden sind reduziert und besitzen kein Flagellum. Am dritten Maxilliped sind am hinteren Rand des Merus einige Dorne. An allen Schreitbeinpaaren befinden sich sowohl vereinzelt, als auch in Reihen stehende Haare. Bei Männchen ist das erste Paar der Schwimmbeine steif und besteht aus zwei unbeweglichen, verschmolzenen Segmenten. Der Exo- und Endopodit der Uropoden hat die gleiche Form wie die der Nephrops-Arten.

## Verbreitung und Lebensraum
Die Arten von Metanephrops sind im Schelf an der Westküste des Pazifiks, im Indischen Ozean und an der Westküste des Atlantiks verbreitet. Im östlichen und zentralen Pazifik und im Ostatlantik kommt Metanephrops nicht vor. Die Verbreitung reicht nördlich bis etwa 35°N bei Japan und südlich bis etwa 50°S bei Neuseeland.
Krebse dieser Gattung sind in Tiefen von 50 bis 1.000 Meter zu finden, wobei die große Mehrheit der Beobachtungen aus Tiefen größer als 150 Meter stammt. Dort leben sie eher auf weichem Schlamm als auf Sand.

## Systematik
Richard Jenkins teilte 1972 die Gattung Nephrops auf und stellte bis auf den Kaisergranat alle Arten in die Gattung Metanephrops, da sich viele Details unterscheiden. So besitzt Metanephrops am Rostrum nur einen statt drei seitliche Dorne, dorsolaterale Grate vom Rostrum verlaufen bis auf den Carapax und der antennale Dorn (antennal spine) ist größer. Nephrops hingegen besitzt am Carapax nur fünf in Längsrichtung verlaufende Grate, der Exopod der Antennen (antennal scale) ist schmal-lanzettlich und das erste Paar der Schreitbeine ist merklich ungleich. Obwohl alle Arten von Metanephrops zunächst der Gattung Nephrops zugerechnet wurden und viele morphologische Ähnlichkeiten bestehen, sind die Gattungen Metanephrops und Nephrops wohl keine Schwestertaxa. Es liegt somit eine Konvergenz vor.
Die Gattung Metanephrops umfasst insgesamt 18 rezent und 3 fossil bekannte Arten. Aufgrund der geographischen und morphologischen Varietät innerhalb der Gattung wurde sie durch Jenkins in vier Gruppen wie folgt unterteilt:
- Arafuensis-Gruppe; nicht verbreitet im Atlantik, u. a. charakterisiert durch einen mit vielen Dornen versehenen Carapax, die Terga des Pleons besitzen mindestens eine tiefe, quer verlaufende Vertiefung, die Uropoden besitzen Stacheln, die scherentragenden Schreitbeine sind fein granuliert bis stachelig.[2]
  - Metanephrops arafurensis (De Man, 1905)
  - Metanephrops australiensis (Bruce, 1966)
  - † Metanephrops motunauensis Jenkins, 1972 (Pliozän)
  - Metanephrops neptunus (Bruce, 1965)
- Binghami-Gruppe; im Westatlantik heimisch, u. a. charakterisiert durch einen eher glatten (nicht gratlosen) Carapax, die Terga des Pleons sind ohne Skulptur, Uropoden haben rückenseitig keine Stacheln, scherentragende Schreitbeine sind mit sechs längs verlaufenden, spitzen Graten versehen.[2]
  - Metanephrops binghami (Boone, 1927)
  - Metanephrops rubellus (Moreira, 1903)
- Japonicus-Gruppe; nicht verbreitet im Atlantik, u. a. charakterisiert durch einen eher glatten (nicht gratlosen) Carapax, die Terga des Pleons sind komplex strukturiert, Uropoden haben rückenseitig keine Stacheln, scherentragende Schreitbeine haben einer länglichen Vertiefung und sind meist stachelig.[2]
  - Metanephrops andamanicus (Wood-Mason, 1892)
  - Metanephrops armatus Chan & Yu, 1991
  - Metanephrops formosanus Chan & Yu, 1987
  - Japanischer Hummer (Metanephrops japonicus (Tapparone-Canefri, 1873))
  - Metanephrops mozambicus Macpherson, 1990
  - Metanephrops sagamiensis (Parisi, 1917)
  - Metanephrops velutinus Chan & Yu, 1991
- Thomsoni-Gruppe; nicht verbreitet im Atlantik, u. a. charakterisiert durch einen eher glatten (nicht gratlosen) Carapax, die Terga können vollständig unstrukturiert sein oder besitzen schräg verlaufende Vertiefungen, Uropoden haben rückenseitig keine Stacheln und/oder sind mit schwachem Grat versehen, scherentragende Schreitbeine sind fein granuliert.[2]
  - Metanephrops boschmai (Holthuis, 1964)
  - Metanephrops challengeri (Balss, 1914)
  - Metanephrops sibogae (De Man, 1916)
  - Metanephrops sinensis (Bruce, 1966)
  - Metanephrops taiwanicus (Hu, 1983)
  - Metanephrops thomsoni (Bate, 1888)
- ohne Zuordnung
  - † Metanephrops jenkinsi Feldmann, 1989 (Kreide, Maastrichtium)
  - † Metanephrops rossensis Feldmann u. a., 1993 (Kreide, Campanium)

Die Gruppen sind wohl nicht ausreichend sicher voneinander zu unterscheiden, um sie als Untergattung zu definieren. Dennoch sind die Arafuensis-, Binghami- und Japonicus-Gruppe nach einer auf der Morphologie basierenden, phylogenetischen Untersuchung monophyletisch (vgl. Kladogramm).